# Písně o mrtvých dětech

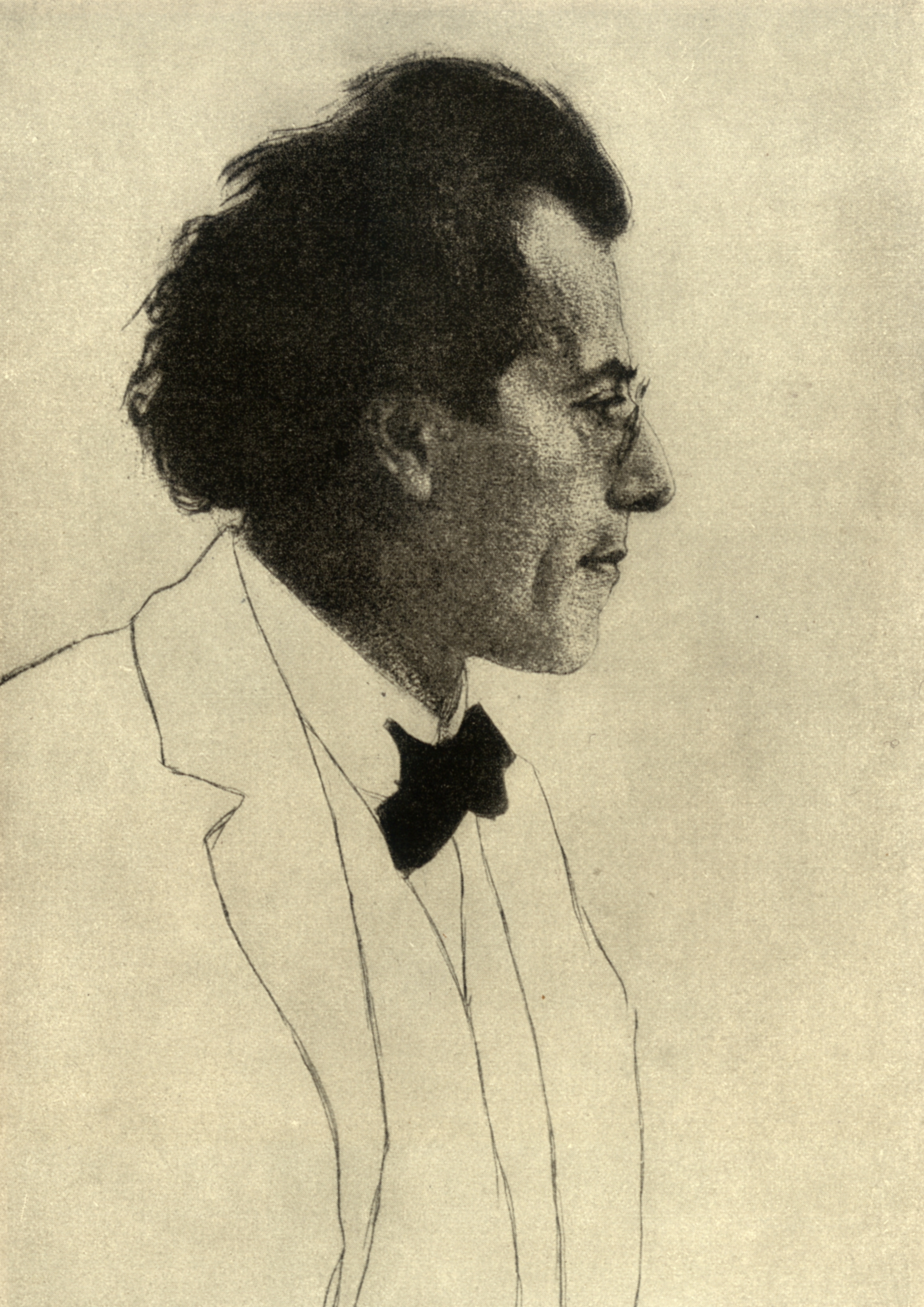
Gustav Mahler v roce 1902 na kresbě Emila Orlika

Písně o mrtvých dětech (v originálu německy Kindertotenlieder) je cyklus pěti písní pro mezzosoprán nebo baryton a orchestr, který složil Gustav Mahler v letech 1901-1904 na texty básní Friedricha Rückerta.

## Historie
Mahler si vybral podle svých slov pět nejkrásnějších textů Friedricha Rückerta z 428 básní jeho stejnojmenné sbírky, kterou básník napsal v letech 1833-1834 pod vlivem smrti svých dětí Luisy a Ernsta.
Jednotlivé písně jsou:
1. Nun will die Sonn' so hell aufgehn (A slunce vychází tak jasně!, d-moll)
2. Nun seh' ich wohl, warum so dunkle Flammen (Teď už vidím, proč tak tmavé plameny, c-moll)
3. Wenn dein Mütterlein tritt zur Tür herein (Když tvá matička, c-moll)
4. Oft denk' ich, sie sind nur ausgegangen (Často si myslím, že si jen vyšly ven, Es-dur)
5. In diesem Wetter, in diesem Braus (V takovém nečase!, d-moll - D-dur)

Podle skladatelova přání má být cyklus uváděn jako jeden celek, který nemá být přerušován ani potleskem ani jiným způsobem.
První tři písně složil Mahler v létě 1901. Pak práci na cyklu přerušil a věnoval se kompozici 5. symfonie. K cyklu se vrátil v roce 1904.
Cyklus byl poprvé proveden dne 29. ledna 1905 na koncertu Spolku tvůrčích hudebních umělců ve Vídni. Hrál orchestr složený ze členů Vídeňských filharmoniků, zpíval Friedrich Weidemann (baryton), dirigoval autor. Od té doby patří k základním dílům pěveckého repertoáru a byl proveden a nahrán řadou předních zpěvaček a zpěváků.

## Jednotlivé písně
Nun will die Sonn' so hell aufgeh'n (A slunce vychází tak jasně!)
Nun will die Sonn' so hell aufgeh'n
als sei kein Unglück die Nacht gescheh'n.
Das Unglück geschah nur mir allein.
Die Sonne, sie scheinet allgemein.
Du mußt nicht die Nacht in dir verschränken
mußt sie ins ew'ge Licht versenken.
Ein Lämplein verlosch in meinem Zelt,
Heil sei dem Freudenlicht der Welt.
Nun seh' ich wohl, warum so dunkle Flammen (Teď už vidím, proč tak tmavé plameny)
Nun seh' ich wohl, warum so dunkle Flammen
ihr sprühtet mir in manchem Augenblicke.
O Augen, gleichsam, um in einem Blicke
zu drängen eure ganze Macht zusammen.
Doch ahnt' ich nicht, weil Nebel mich umschwammen,
gewoben vom verblendenden Geschicke,
daß sich der Strahl bereits zur Heimkehr schicke,
dorthin, von wannen alle Strahlen stammen.
Ihr wolltet mir mit eurem Leuchten sagen:
Wir möchten nah dir immer bleiben gerne!
Doch ist uns das vom Schicksal abgeschlagen.
Sieh' recht uns an, denn bald sind wir dir ferne!
Was dir noch Augen sind in diesen Tagen:
In künft'gen Nächten sind es dir nur Sterne.
Wenn dein Mütterlein (Když tvá matička)
Wenn dein Mütterlein
tritt zur Tür herein,
und den Kopf ich drehe,
ihr entgegen sehe,
fällt auf ihr Gesicht
erst der Blick mir nicht,
sondern auf die Stelle,
näher nach der Schwelle,
dort, wo würde dein
lieb Gesichtchen sein.
Wenn du freudenhelle
trätest mit herein,
wie sonst, mein Töchterlein.
Wenn dein Mütterlein
tritt zur Tür herein,
mit der Kerze Schimmer,
ist es mir, als immer
kämst du mit herein,
huschtest hinterdrein,
als wie sonst ins Zimmer!
O du, des Vaters Zelle,
ach, zu schnell
erlosch'ner Freudenschein!
Oft denk' ich, sie sind nur ausgegangen (Často si myslím, že si jen vyšly ven)
Oft denk' ich, sie sind nur ausgegangen,
bald werden sie wieder nach Hause gelangen.
Der Tag ist schön, o sei nicht bang,
sie machen nur einen weiten Gang.
Ja wohl, sie sind nur ausgegangen,
und werden jetzt nach Hause gelangen.
O, sei nicht bang, der Tag ist schön,
sie machen einen Gang zu jenen Höh'n.
Sie sind uns nur voraus gegangen,
und werden nicht wieder nach Hause verlangen.
Wir holen sie ein auf jenen Höh'n
im Sonnenschein, der Tag ist schön,
auf jenen Höh'n.
In diesem Wetter (V takovém nečase!)
In diesem Wetter, in diesem Braus,
nie hätt' ich gesendet die Kinder hinaus;
man hat sie getragen hinaus,
ich durfte nichts dazu sagen!
In diesem Wetter, in diesem Saus,
nie hätt' ich gelassen die Kinder hinaus;
ich fürchtete sie erkranken,
das sind nun eitle Gedanken.
In diesem Wetter, in diesem Graus,
Nie hätt' ich gelassen die Kinder hinaus;
ich sorgte, sie stürben morgen,
das ist nun nicht zu besorgen.
In diesem Wetter, in diesem Graus!
Nie hätt' ich gesendet die Kinder hinaus!
Man hat sie hinaus getragen,
ich durfte nichts dazu sagen!
In diesem Wetter, in diesem Saus, in diesem Braus,
sie ruh'n als wie in der Mutter Haus,
von keinem Sturm erschrecket,
von Gottes Hand bedecket.

## Obsazení orchestru
Orchestr hraje v obsazení: pikola, 2 flétny, 2 hoboje, anglický roh, 2 klarinety in B, 2 klarinety in A, basklarinet, 2 fagoty, 4 lesní rohy, harfa, zvonkohra, smyčce, tympány.

## Nahrávky (výběr)
- Kathleen Ferrier, Vídeňští filharmonikové, dirigent Bruno Walter (1949)
- Dietrich Fischer-Dieskau nahrál cyklus opakovaně. Pod svobodnou licencí je dostupná jeho nahrávka z roku 1955: orchestr Berlínští filharmonikové diriguje Rudolf Kempe
- Christa Ludwig, Philharmonia Orchestra, dirigent André Vandernoot (1958)
- Thomas Hampson, Vídeňští filharmonikové, dirigent Leonard Bernstein (1991)
- Dagmar Pecková, Pražská komorní filharmonie, dirigent Jiří Bělohlávek (1996)
- Bernarda Fink, Bayerisches Landesjugendorchester, dirigent Martin Turnovský (2000)
- Bryn Terfel, Philharmonia Orchestra, dirigent Giuseppe Sinopoli